# بهیمراو رامجی آمبدکار
بهیمراو رامجی آمبدکار (مراتی: भीमराव रामजी आम्बेडकर، انگلیسی: Bhimrao Ramji Ambedkar) متولد ۱۴ آوریل ۱۸۹۱ – درگذشته ۶ دسامبر ۱۹۵۶)، حقوق‌دان، اقتصاددان، سیاست‌مدار و اصلاح‌گر اجتماعی هندی است. او به باباصاحب مشهور است چراکه الهام‌بخش جنبش مدرن بودایی و کارزار مخالفت با تبعیض‌های اجتماعی علیه دالیتها (نجس‌ها) و همچنین حمایت از حقوق زنان و کارگران بوده‌است. او اولین وزیر قانون هند استقلال‌یافته و معمار اصلی قانون اساسی هند است.
آمبدکار دانشجویی پرتلاش بود و از این طریق توانست مدرکی در رشته حقوق و چندین دکترا از دانشگاه کلمبیا و مدرسه اقتصاد لندن به دست بیاورد و به خاطر تحقیقات‌اش در حقوق، اقتصاد و علوم سیاسی، به عنوان محقق شناخته شود. او در ابتدا یک اقتصاددان، استاد دانشگاه و وکیل بود اما پس از آن، بیشتر به خاطر فعالیت‌های سیاسی‌اش شناخته می‌شود؛ او درگیر کارزار و مذاکرات استقلال هند شد، به انتشار مجلاتی پرداخت که حقوق سیاسی دالیت‌ها و آزادی اجتماعی برای آن‌ها را مطالبه می‌کرد و کمک قابل توجهی به تأسیس دولت هند کرد. در ۱۹۵۶ بودایی شد که شروعی بود برای تغییر دین توده‌های دالیت.
در ۱۹۹۰، جایزه بهارات راتنا که بالاترین جایزه غیرنظامی هند محسوب می‌شود، سال‌ها پس از مرگش به نام او اعطا شد. میراث آمبدکار شامل بناهای یادبود و اشاره‌های بی‌شماری به او در فرهنگ عامه است.

## زندگی و تحصیلات
آمبدکار در شهرک و اردوگاه نظامی مهو در ایالت مرکزی (در حال حاضر مادیا پرادش) متولد شد. او آخرین و چهاردهمین فرزند رامجی مالوجی ساکپال، افسر ارتش بود. پیشینه خانواده‌اش به مردمان مرآتی می‌رسید از ایالت مهاراشترا. در نتیجه آمبدکار در طبقه‌ای فرودست به دنیا آمد (دالیت) جایی که نجس قلمداد شد و در معرض تبعیض‌های اجتماعی - اقتصادی قرار گرفت. اجداد آمبدکار برای زمانی طولانی در ارتش کمپانی هند شرقی بریتانیا خدمت می‌کردند و پدر او نیز در ارتش هندی- بریتانیایی مستقر در اردوگاه مهو خدمت می‌کرد. اگرچه آن‌ها به مدرسه می‌رفتند اما آمبدکار و دیگر کودکانی که از طبقه فرودست (نجس) بودند، از بقیه جدا می‌شدند و بهره کمی از توجه و کمک معلمان می‌بردند. آن‌ها مجاز نبودند در کلاس درس بنشینند. وقتی تشنه می‌شدند، باید کسی از طبقه اجتماعی فراتر آب را از بالا در دهان‌شان می‌ریخت چراکه آنان مجاز نبودند آب یا ظرفش را لمس کنند.

## مرگ
از سال ۱۹۴۸، آمبدکار دچار دیابت شد. او به علت عوارض جانبی دارو و ضعف بینایی از ماه ژوئن تا اکتبر در سال ۱۹۵۴ در رختخواب بود. او به‌طور فزاینده ای از مسائل سیاسی دلسرد شده بود، که باعث فرسایش در او شد. سلامت او در طول سال ۱۹۵۵ بدتر شد. سه روز پس از اتمام مقاله نهایی خود به نام بودا و دشمن او، آمبدکار در ۶ دسامبر ۱۹۵۶ دربستر در خانه خود در دهلی درگذشت.